# Meta-Wiki
La Wikimedia Meta-Wiki, Meta-Wikipedia, Metapedia o, simplement Meta, és un lloc web de suport de la Viquipèdia, l'enciclopèdia lliure i els seus projectes germans de la Fundació Wikimedia. Com les diferents Viquipèdies, la Meta-Wikipedia s'edita també com un wiki.
Durant la primera fase d'existència de la Viquipèdia, les discussions sobre el projecte i, en especial, sobre les polítiques a seguir, tenien lloc sovint en la mateixa Viquipèdia, encara que l'esmentada metadiscussió no fos de contingut enciclopèdic.
A més, alguns usuaris volien un fòrum on no haguessin d'estar limitats per la política del punt de vista neutral de la Viquipèdia, de manera que poguessin escriure assaigs expressant les seves pròpies opinions sobre els assumptes que cobria l'enciclopèdia.
En resposta a aquestes preocupacions, es va crear la Meta-Wikipedia el novembre de 2001.
La Meta-Wiki és actualment una de les principals vies de discussió per als viquimedistes, especialment a nivell de governança del moviment, juntament amb altres mitjans, com ara les llistes de correu.
Originàriament enfocada a la versió en llengua anglesa, la Meta-Wiki es va convertir des de la seva actualització del programari wiki a la fase III, conegut des de llavors com a MediaWiki, en un fòrum de discussió multilingüe utilitzat per totes les comunitats lingüístiques dels projectes Wikimedia.
Meta-Wiki no s'ha de confondre amb MetaWiki.